# Videofotosegnalatore

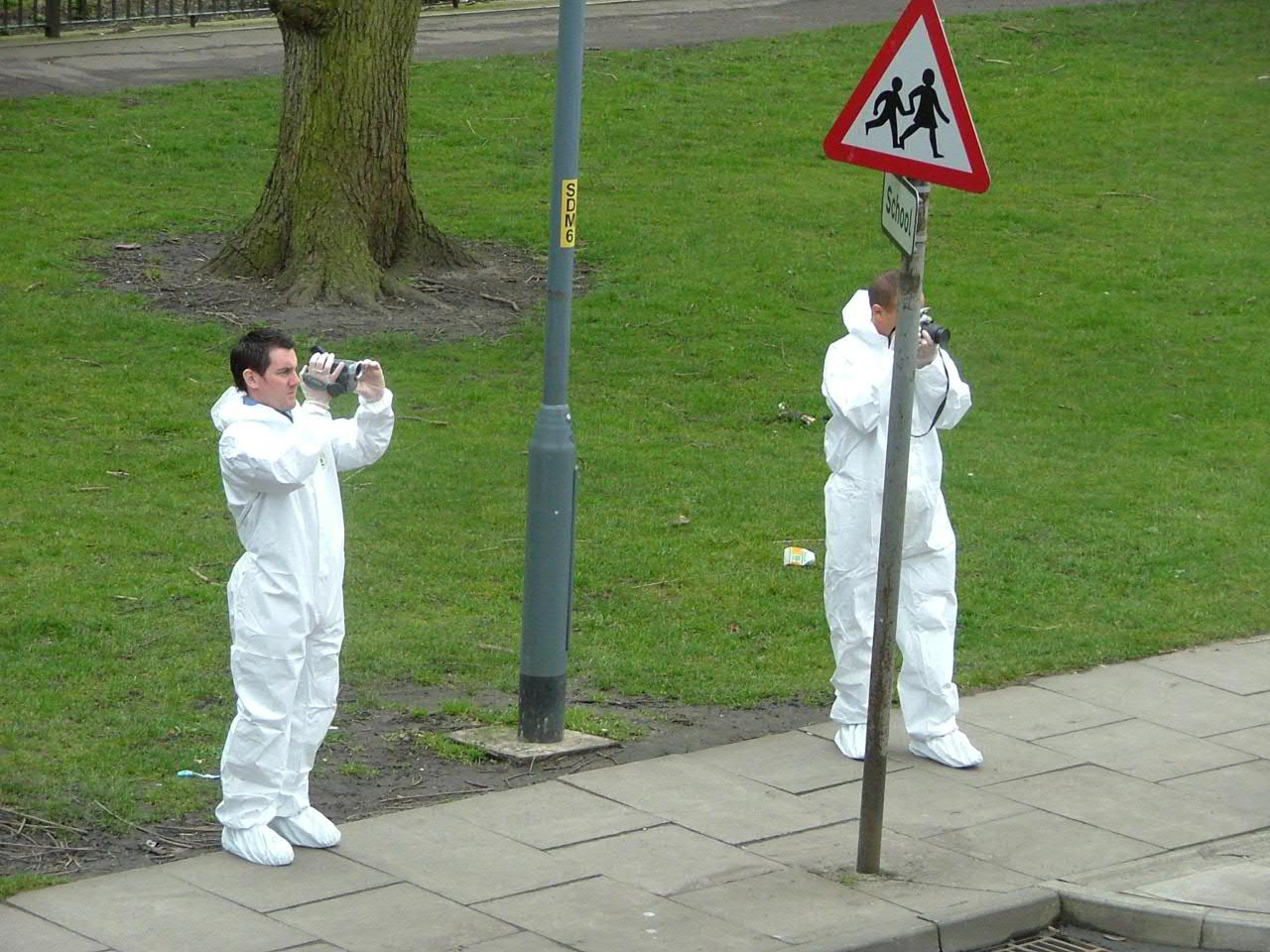
Due poliziotti documentano la scena di un crimine con macchina fotografica e videocamera

Il videofotosegnalatore è un operatore della polizia scientifica che lavora sulla scena del crimine.
A seguito di un reato, il suo compito è svolgere i rilievi finalizzati alla compilazione del fascicolo che sarà consegnato all'autorità giudiziaria per il proseguimento delle indagini. I rilievi possono essere descrittivi, videofotografici e planimetrici per la descrizione della scena, dei reperti e della loro disposizione, dattiliscopici per l'individuazione e la raccolta di impronte digitali e comprendono anche l'eventuale repertazione di indizi.
Il videofotosegnalatore esegue anche i rilievi fotodattiloscopici, ovvero la fotografia di fronte e di profilo con le impronte digitali degli autori di un reato, dei sospettati e di tutti i cittadini extra-comunitari che a seguito della legge "Bossi-Fini" richiedano il permesso di soggiorno. Le impronte digitali vengono poi inserite nel sistema AFIS per essere comparate dal dattiloscopista con quelle presenti in archivio; in caso di esito positivo si ottiene l'identificazione dell'individuo, o comunque un rapporto sull'occasione in cui le impronte siano state inserite nel sistema: ad esempio, in caso di impronte trovate sulla scena di un crimine precedente.
I videofotosegnalatori della Polizia di Stato sono agenti, assistenti, sovrintendenti ed ispettori specializzati che abbiano almeno due anni di anzianità di servizio.